# Гау-Вајнхајм
Гау-Вајнхајм (њем. Gau-Weinheim) општина је у њемачкој савезној држави Рајна-Палатинат. Једно је од 69 општинских средишта округа Алцеј-Вормс. Према процјени из 2010. у општини је живјело 623 становника. Посједује регионалну шифру (AGS) 7331033.

## Географски и демографски подаци
Гау-Вајнхајм се налази у савезној држави Рајна-Палатинат у округу Алцеј-Вормс. Општина се налази на надморској висини од 157 метара. Површина општине износи 3,9 km². У самом мјесту је, према процјени из 2010. године, живјело 623 становника. Просјечна густина становништва износи 159 становника/km².

## Међународна сарадња
| Мјесто | Држава    | Врста сарадње | Од    |
| ------ | --------- | ------------- | ----- |
| Бриле  | Француска | контакт       | 1995. |
| Извор  |           |               |       |